# Canard blanc de l'Allier
Le Canard blanc de l'Allier, ou Canard blanc du Bourbonnais, est un canard domestique au plumage blanc originaire du Bourbonnais sélectionné à partir du canard d'Aylesbury. Cette région a une tradition de sélection d'espèces de volailles au plumage blanc (Poule bourbonnaise, Oie blanche du Bourbonnais).

## Histoire
Présent depuis fort longtemps dans le Bourbonnais, ce grand canard a vu son standard établi le 21 janvier 1950 par la Commission spéciale de l'Union avicole bourbonnaise-Bourbonnais-Club.

## Description
Le blanc de l'Allier est un grand canard précoce au dos long pouvant dépasser les 4 kg pour le mâle et les 3,5 kg pour la cane. Sélectionné pour sa viande par sa grande aptitude à l'engraissement, il est très rustique, massif et trapu. Sa quille (jabot descendu) est marquée. Son port est plus horizontal que l'Aylesbury et il est d'allure vive et dégagée. Son plumage doit être d'un blanc sans taches ni reflets jaunes ou safranés. Son bec est blanc rosé et ne doit avoir ni marques de jaune, ni marques de noir.
Les œufs de cane sont de 80 g à coquille blanche. La cane pond de 150 à 180 œufs par an. Le baguage est de 18 à 20 mm,.